# Svatotomášská dobra
Svatotomášská dobra je platidlem afrického ostrovního státu Svatý Tomáš a Princův ostrov. Do oběhu se dostala v roce 1977 a byl jí přiřazen kód STD. K 1. lednu 2018 proběhla denominace měny a byla zavedená nová dobra (kód STN). Poměr mezi starou a novou dobrou byl stanoven na 1 STN : 1000 STD. Obě podoby dobry budou kolovat v souběhu během prvního pololetí 2018, následně se bude používat pouze STN. Jedna setina této měny se nazývá cêntimo.
První dobra existuje od roku 1977, kdy nahradila dosud používané svatotomášské escudo ve směnném poměru 1 escudo = 1 dobra. Až do získání nezávislosti (12. července 1975) bylo svatotomášské escudo pevně navázáno na portugalské escudo v poměru 1:1. Zároveň i ostatní bývalé portugalské kolonie v Africe měly za své měny escudos (mosambické, angolské, kapverdské, guinejské).
V červnu 2009 byla podepsána smlouva mezi Portugalskem a Svatým Tomášem a Princovým ostrovem, ve které se položil základ možnost pro stanovení pevného směnného kurzu mezi dobrou a eurem. Dobra byla na euro následně navázána 1. ledna 2010 v pevném kurzu 1 EUR = 24 500 STD. Po přechodu z STD na STN je tedy kurz 24,5 STN za 1 EUR. 

## Mince a bankovky
- Mince: 10, 20, 50 cêntimo, 1 a 2 dobry
- Bankovky: 5, 10, 20, 50, 100 a 200 dobras